# Inhale Exhale
Inhale Exhale war eine Post-Hardcore-/Metalcore-Band aus Canton (Ohio). Sie veröffentlichte bis zur Auflösung 2013 vier Alben. Der Name geht auf die Atemtechniken Inhale und Exhale beim typischen Metalcore-Gesang zurück.

## Geschichte
Die Band wurde 2005 von dem Gitarristen John LaRussa und dem Bassisten Brian Pittman gegründet. Im Jahr 2006 stieß Sänger Ryland Raus zu der Band.
Es fanden mehrere Besetzungswechsel am Schlagzeug statt. So spielte Schlagzeuger Bobby Poole II bei den Aufnahmen des ersten Albums The Lost. The Sick. The Sacred. und bei früheren Touren der Band. Er wurde durch Chris "Tank" Murk im Sommer 2007 ersetzt. Vor den Aufnahmen des zweiten Studioalbums I Swear... entschied sich die Band für Chris "Gator" Carroll als ihren neuen Schlagzeuger.
Im Juli 2007 gaben Inhale Exhale bekannt, dass Brian Pittman die Band aus privaten Gründen verlässt.
Im Juni 2008 veröffentlichte die Band das zweite Studioalbum I Swear....
Am 6. Oktober 2009 erschien das im Sommer 2009 aufgenommene und dritte Studioalbum Bury Me Alive.
Am 9. Oktober 2012 erschien das vierte Studioalbum Movement.
Die Band löste sich 2013 auf.

## Diskografie
Alben
- 2006: The Lost. The Sick. The Sacred. (Solid State Records)
- 2008: I Swear… (Solid State Records)
- 2009: Bury Me Alive (Solid State Records)
- 2012: Movement (Red Cord Records)